# Rongálás
A büntetőjogban, illetve a szabálysértési jogban a rongálás egy vagyon elleni bűncselekmény, illetőleg szabálysértés. A hatályos magyar jog szerint a rongálást az követi el, aki idegen vagyontárgy megsemmisítésével vagy megrongálásával kárt okoz.
Tehát mindig lennie kell a jogtalan magatartásnak eredményének is, azaz kár is kell keletkezzen.

## A hatályos magyar szabályozás
A rongálás különös részi törvényi tényállása a 2012. évi C. törvény (Büntető törvénykönyv) 371. §-ában található.
Aki idegen vagyontárgy megsemmisítésével vagy megrongálásával kárt okoz, rongálást követ el.
A büntetés vétség miatt egy évig terjedő szabadságvesztés, ha
- a) a rongálás kisebb kárt okoz, vagy
- b) a szabálysértési értékhatárt meg nem haladó kárt okozó rongálást
  - ba) falfirka[2] elhelyezésével vagy
  - bb) bűnszövetségben

követik el.
A büntetés bűntett miatt három évig terjedő szabadságvesztés, ha
- a) a rongálás nagyobb kárt okoz,
- b) az elkövető
  - ba) védett kulturális javak körébe tartozó tárgyat, műemléket, régészeti lelőhelyet vagy régészeti leletet,
  - bb) vallási tisztelet tárgyát vagy templomot, vallásgyakorlásra rendelt más helyet,
  - bc) temetési helyet, temetkezési emlékhelyet, illetve temetőben vagy temetkezési emlékhelyen a halott emlékére rendelt tárgyat

rongál meg.
A büntetés egy évtől öt évig terjedő szabadságvesztés, ha
- a) a rongálás jelentős kárt okoz,
- b) az elkövető a (3) bekezdés ba)-bc) pontjában meghatározott valamely tárgyat, épületet, vagy helyet semmisít meg,
- c) a rongálást robbanóanyag vagy robbantószer felhasználásával követik el.[5]

A büntetés két évtől nyolc évig terjedő szabadságvesztés, ha a rongálás különösen nagy kárt okoz.
A büntetés öt évtől tíz évig terjedő szabadságvesztés, ha a rongálás különösen jelentős kárt okoz.

### Elkövetési tárgy
Az elkövető számára idegen dolog, vagyontárgy. Ez magában foglalja az ingó és ingatlan dolgokat. Közös tulajdonban álló vagyontárgyra is elkövethető. Saját vagyontárgy megrongálása nem bűncselekmény, kivéve, ha műemlék jellegű a dolog, ilyenkor az elkövető kulturális javak megrongálásáért felel (Btk. 216/A. §). Idegen okirat nem lehet a rongálás tárgya, ilyenkor ugyanis okirattal való visszaélést kell megállapítani.

### Elkövetési magatartás
Megsemmisítés: a vagyontárgy állagának fizikai megszüntetését jelenti, a vagyontárgy többé nem állítható helyre.
Megrongálás: a vagyontárgy állagának olyan károsítása, melynek eredményeképpen annak értéke csökken. A használhatóság csökkenése nem feltétel, tehát esztétikai rongálás is rongálás – például graffiti.
Jellemzően tevéssel valósul meg, de elképzelhető mulasztással is.

### Eredmény
A bűncselekmény eredménye a kár, mely a vagyonban bekövetkezett értékcsökkenés. Megrongálás esetén a kár = az eredeti állapot helyreállításával kapcsolatban felmerült költség.

### A bűncselekmény alanya
Bárki lehet, kivéve a dolog tulajdonosa.

### Speciális vagyontárgyak
- Régészeti lelőhely: az a földrajzilag egyértelműen meghatározható terület, melyen a régészeti örökség elemei elsődleges összefüggéseikben találhatók, és amelyet a Hivatal nyilvántartásba vett.
- Vallási tisztelet tárgya: olyan tárgyak, amelyeket az istentisztelet, illetve a szertartás megtartására a szertartást vezetők vagy azok segédei a vallás liturgiája során használnak, vagy amelyek a szertartás ünnepélyességét emelik.
- Vallási tisztelet végzésére szolgáló épület: vallási szertartásra vagy más egyházi célokra rendelt helyiség (sekrestye, imaház, templom).

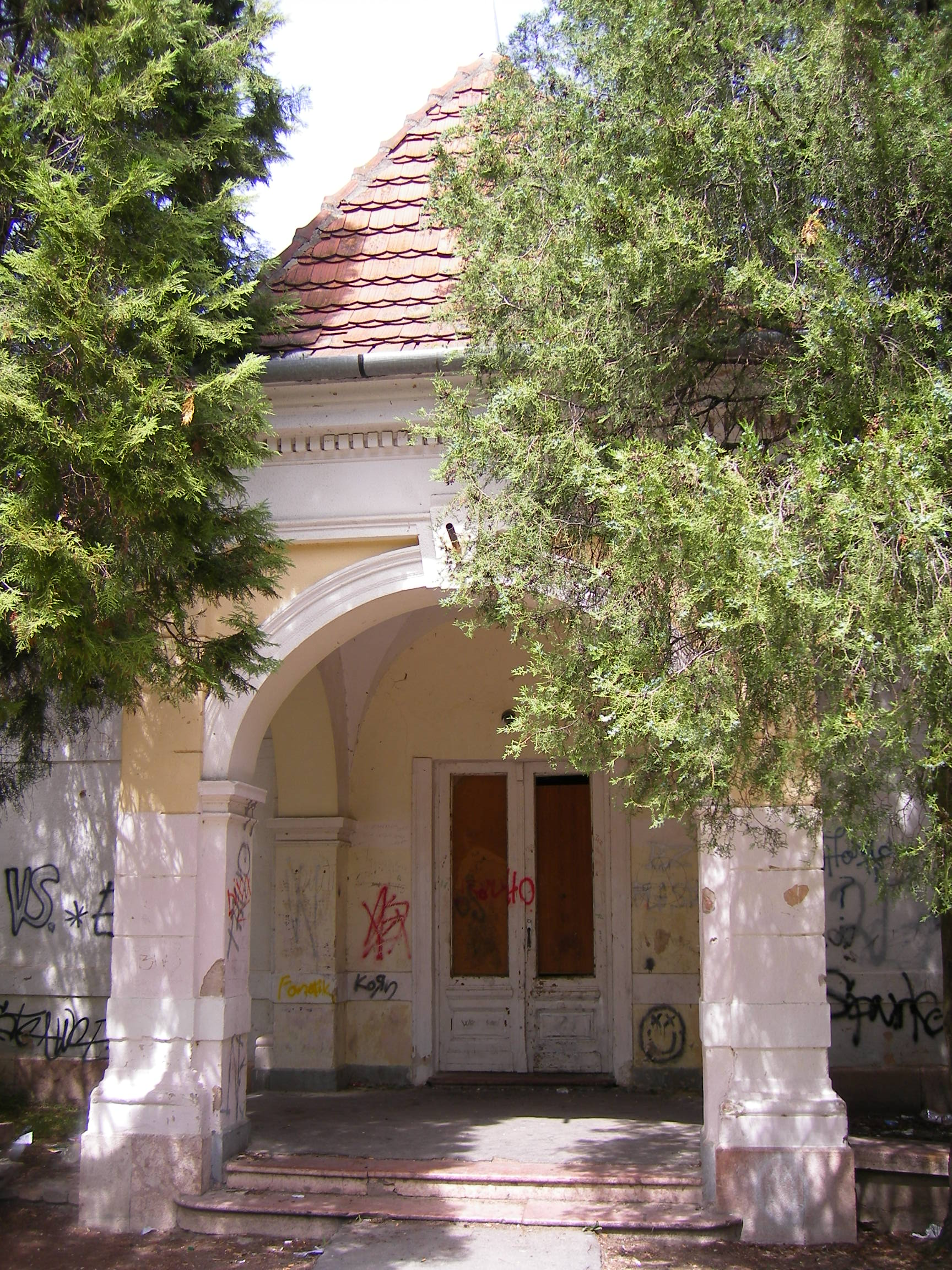
Bagotai műemlék összefirkált falakkal, ami rongálásnak minősül

- Kulturális javak: az élettelen és élő természet keletkezésének, fejlődésének, az emberiség, a magyar nemzet, Magyarország történelmének kiemelkedő és jellemző tárgyi, képi, hangrögzített, írásos emlékei és egyéb bizonyítékai – az ingatlanok kivételével –, valamint a művészeti alkotások.
- Műemlék: olyan műemléki érték, amelyet e törvény alapján jogszabállyal védetté nyilvánítottak.
  - Műemléki érték: minden olyan építmény, kert, temető vagy temetkezési hely, terület (illetve ezek maradványa), valamint azok rendeltetésszerűen összetartozó együttese, rendszere, amely hazánk múltja és a közösségi hovatartozás-tudat szempontjából kiemelkedő jelentőségű történeti, művészeti, tudományos és műszaki emlék, alkotórészeivel, tartozékaival és berendezési tárgyaival együtt.

### Halmazat
A Btk-ban több bűncselekmény található, amelynek eleme a dologrongálás (például: rombolás, közveszélyokozás). Ezekben az esetekben a rongálás nem kerülhet alaki halmazatba a rongálás bűncselekményével, tehát nem alkalmazzuk.
Valós halmazat alakul ki, ha a dologrongálás nem része a megvalósított törvényi tényállásnak (például: fogolyzendülés+rongálás=fogolyzendülés bűncselekménye+rongálás bűncselekménye).
Bűnhalmazat létesül akkor, ha ez elkövető adott magatartásával a garázdaság és a rongálás törvényi tényállását is megvalósítja, feltéve, hogy a rongálás bűntette nem súlyosabb, mint a garázdaságé.